# La ragazza ombra
La ragazza ombra (Shadow Girl) è il decimo libro della collana Super brividi scritto dall'autore statunitense R. L. Stine.

## Trama
Selena è una dodicenne che viene costretta, senza un motivo apparente, a trasferirsi per un intero mese ad Elmwood, un sobborgo di Chicago, presso gli zii Janet e Will e l'antipatica cugina Jada (che non vede da sei anni), la quale aveva l'abitudine di prendere in giro la protagonista. L'accoglienza, infatti, non è delle migliori: dapprima una finta aggressione ai danni di Cindy, un'amica di Jada, e successivamente Selena, convinta dalla cugina a vestirsi di giallo e verde il primo giorno di scuola, viene pesantemente criticata dagli studenti perché vestita come una supporter dei Blakemoor, la squadra di basket rivale. In seguito, come se non bastasse, Selena prova ripetutamente a telefonare dapprima alla migliore amica Beth e poi a sua madre Alice ma, inspiegabilmente, la prima, con voce rotta, non vuole parlarle, mentre la seconda risulta scomparsa nel nulla oltre che irreperibile. Successivalmente, Selena nota ogni notte che Jada sparisce misteriosamente, e quando in giro si sparge la notizia di un ladro che deruba le case di notte, la protagonista crede che in qualche modo le uscite notturne della cugina e questi furti siano collegati. Un giorno, aiutata anche dall'amico Stan, nota che Jada ha l'abitudine di entrare attraverso una porta nascosta da una libreria in una stanza misteriosa, dove trovano uno strano costume dotato di maschera e di un particolare medaglione. Successivamente, Jada convince Selena a indossare quel costume e a raggiungerla nella casa dei vicini, dove le rivela di essere Corvo Rosso, mentre la protagonista è la Ragazza Ombra, e che sono destinate, secondo il libri dei destini letto dalla Vendicatrice Grigia, ovvero zia Janet, ad essere nemiche mortali (per questo Jada era sempre stata antipatica nei suoi confronti dato che avrebbe voluto essere lei la Ragazza Ombra e non Corvo Rosso). Selena quindi, inspiegabilmente, si ritrova ad essere la Ragazza Ombra, una super-eroina, sebbene non ne abbia alcuna intenzione, e dopo aver salvato un ragazzo da alcuni bulli che lo avevano picchiato, scopre che i suoi incredibili poteri sono dovuti al medaglione che porta al collo, il cui utilizzo è molto semplice: desiderando ciò che si vuole fare, esso realizza tale super potere. Decisa a smettere di essere la Ragazza Ombra, sebbene abbia salvato due ragazzine da un incidente stradale, Selena si scontra con Jada/Corvo Rosso salendo fino al cielo dove, strappandole il medaglione dal collo (di cui anche Corvo Rosso) è dotata, riesce finalmente a sconfiggerla. Il giorno dopo, Selena consegna gli abiti della Ragazza Ombra a Jada, permettendole di essere lei tale super-eroina (come in fondo aveva sempre voluto), e torna a casa, dove viene riaccolta dalla madre. Prima della fine, però, Selena si accorge di un costume strano sul letto della madre, realizzando che anch'ella è una super-eroina.

## Edizioni
- R. L. Stine, La ragazza ombra, traduzione di Maria Cristina Leardini, collana Super brividi, Arnoldo Mondadori Editore, 2003, ISBN 88-04-51676-3.